# Cadellia
Cadellia, monotipski rod iz porodice Surianaceae, dio reda bobolike.  Jedina vrsta je endem C. pentastylis iz Novog Južnog Walesa i Queenslanda, srednje do veliko stablo koje naraste do 10 m, rjeđe do 25 metara visine.